# Fortunatus I.
Fortunatus I., auch Fortunatus von Grado genannt († 628), war nur für kurze Zeit in den Jahren 626 bis 628 für womöglich nur wenige Monate Patriarch von Grado. Angenommen wurde aber auch, dass er von 611 bis 628 Patriarch war, also fast unmittelbar nach der Spaltung des Patriarchats in die Patriarchate von Aquileia und von Grado. Die Patriarchenliste von Aquileia weist ihm eine Amtsdauer von neun Jahren zu – demnach könnte er von 618 bis 627, vielleicht bis Anfang 628 Patriarch gewesen sein. Da sein Name in wichtigen Quellen für das italienische Frühmittelalter nicht genannt wird, wie etwa bei Johannes Diaconus oder bei Paulus Diaconus, wurde überlegt, ob es überhaupt einen solchen Fortunatus gegeben habe.

## Leben, Quellenlage
Über Fortunatus ist aufgrund des Mangels an Quellen, sieht man von einem Brief Papst Honorius‘ I. vom 18. Februar 628 ab, sowie knappen Auskünften in der Chronica de singulis patriarchis Nove Aquileie, nur wenig bekannt. Damit steht nur die späte Abschrift eines Papstbriefes, der möglicherweise gefälscht ist, sowie eine sehr viel spätere, nämlich erst im 11. Jahrhundert entstandene, erzählende Quelle zur Verfügung.
Aus dem päpstlichen Brief geht hervor, dass Fortunatus bereits nicht mehr Patriarch war, denn Honorius befahl dessen Suffraganen in der Provinz Venetia et Histria, an die sich der Brief wandte, nunmehr einen Primogenius zu konsekrieren, einen Subdiakon aus Rom, den der Papst bereits mit dem Pallium ausgestattet hatte. 
Der Papst betrachtete Fortunatus als Schismatiker, spätere Historiker als „patriarca apostata“. Aus der besagten Chronik geht hervor, dass Fortunatus die Beschlüsse des ökumenischen Konzils, das 553 in Konstantinopel abgehalten worden war, abgelehnt hatte. Der Patriarch hatte damit im Dreikapitelstreit eine Gegenposition bezogen. Zahlreiche Bischöfe hatten sich dem Patriarchen angeschlossen, und so kam es zu einem regionalen Schisma, das bis gegen Ende des 7. Jahrhunderts andauerte. Der Autor der Chronik hält Fortunatus vor, er habe die Kirche von Grado ebenso beraubt („in auro et vestibus vel ornamento“), wie diejenigen auf Istrien. Dann habe er sich in das Kastell Cormons zurückgezogen, also auf langobardisches Gebiet, auf das weder der Papst noch der oströmische Kaiser Zugriff hatten. Allerdings schreibt der Papst, er habe einen missus zu König Arioald gesandt, um die Rückgabe des Raubguts und die Bekämpfung des Fortunatus zu fordern. Vermutet wurde, dass das Wiedererstarken der oströmischen Macht nach den jahrzehntelangen Kämpfen mit Persien und den Awaren Fortunatus gezwungen haben könnte, auf langobardisches Gebiet auszuweichen. 
Zwischen den beiden Hauptquellen besteht ein gewisser Widerspruch. Die Anklage gegen Fortunatus wurde nämlich nach der Chronik von sämtlichen Bischöfen des Patriarchats erhoben, nach dem Papstbrief hingegen nur durch den Bischof von Grado. 